# Venezuela nos Jogos Olímpicos de Verão de 2004
A Venezuela competiu nos Jogos Olímpicos de Verão de 2004, em Atenas, na Grécia.

## Medalhistas

### Bronze
- Taekwondo - Acima de 67 kg feminino: Adriana Carmona
- Levantamento de peso - Pena (até 62 kg) masculino: Israel José Rubio

## Desempenho

### Natação
Masculino
| Atleta(s)          | Evento       | Eliminatórias | Eliminatórias | Semifinal | Semifinal | Final       | Final       |
| Atleta(s)          | Evento       | Tempo         | Posição       | Tempo     | Posição   | Tempo       | Posição     |
| ------------------ | ------------ | ------------- | ------------- | --------- | --------- | ----------- | ----------- |
| Ricardo Monasterio | 1500 m livre | 15min20s89    | 15º           |           |           | Não avançou | Não avançou |